# Adenocalymma impressum
Adenocalymma impressum là một loài thực vật có hoa trong họ Chùm ớt. Loài này được (Rusby) Sandwith mô tả khoa học đầu tiên năm 1937.